# Лутања (приповетка)
„Лутања“ је приповетка српске књижевнице Анђелије Лазаревић. Главна протагонисткиња је Марија Јаковљевић, студенткиња сликарства из Београда, која се мучи са дубоком сумњом у сопствени сликарски таленат.
Анђелија Лазаревић је прву верзију приповетке написала пре Првог светског рата. На наговор Милице Јанковић однела ју је на увид и на оцену Јовану Скерлићу. Скерлић је похвалио њен рад  и прихватио је причу за штампање у Српском књижевном гласнику. Међутим, Скерлићева смрт и избијање рата одложиле су њено објављивање. Одломак из приповетке је објављен у часопису „Мисао“ 1920. Овај одломак је важан јер указује да је првобитна верзија била написана у првом лицу. Први пут у целости  приповетка је штампана у часопису „Мисао“ 1924, док је у облику књиге први пут издата постхумно 1926. заједно са приповетком „Паланка у планини“ у издању Српске књижевне задруге са предговором Павла Поповића. 

## Заплет
Приповетка је исприповедана у трећем свезнајућем лицу. Главна јунакиња је Марија Јаковљевић, студенткиња сликарства.  Она проводи веселе дане са друговима и другарицама из класе, док заједно кују планове о наставку школовања у Минхену. Међу њеним друговима посебно се издваја Бранко Николић, темпераметни младић, који у односу на све њих показује најизразитији уметнички таленат. Марија почиње да сумња да је Бранко заљубљен у њу, јер је приметила његове погледе и открила тајну свеску, где је исцртавао њене портрете. Међутим, Марија је обузета другим проблемом. Она дубоко сумња у свој таленат и дубоко је незадовољна тиме што не уме да осликава платна како би желела и како осећа. Током распуста одлази на село код рођака, где у лепоти летње природе проналази мир и спокојство.
Након што се вратила за Београд, приликом шетње по Калемегдану Марија лаже Бранка да је заљубљена у другог мушкарца. Бранко је сломљен, али стоички прихвата Маријину причу. Ученици сликарске школе су успешно завршили са школовањем и критика је благонаклоно дочекала њихове завршне радове. Бранко је добио стипендију за наставак школовања у Минхену. Он долази код Марије да јој то саопшти. Понесени ситуацијом између њих пада пољубац. Марија, иако занета, саопштава Бранку да жели да му буде само другарица. Међутим, након што је добила писмо од Бранка из Минхена, у коме јој пише другарски и у коме не спомиње њихов пољубац, Марија се осећа одбаченом. Она увиђа да је донела погрешан избор и постаје свесна да је поред ње „минуло нешто велико и лепо, изгубило се, ишчезло, да се више никада не поврати“.